# キャサリン・ファゲイト
キャサリン・ファゲイト（Katherine Fugate, 1965年7月14日 - ）は、アメリカ合衆国のテレビ・映画の脚本家。テレビシリーズの『アーミー・ワイフ』ではプロデューサーも務めている。

## 人物
西部全米脚本家組合の組員である。カリフォルニア大学リバーサイド校を卒業。叔母はバーバラ・イーデン、従兄はマシュー・アンサラである。娘が一人いる。

## フィルモグラフィ
- Kounterfeit (1996)
- Max Steel (2000)
- ジーナ Xena: Warrior Princess (2001)
- Carolina (2002)
- Pompeii (2003)
- プリティ・ガール The Prince & Me (2004)
- The Prince & Me 2 (2006)
- アーミー・ワイフ Army Wives (2006)
- The Senator's Wife (2007)
- NFL Dad (2007)
- バレンタインデー Valentine's Day(2010)
- ニューイヤーズ・イヴ New Year's Eve(2011)